# Chlodwig zu Hohenlohe-Schillingsfürst
Chlodwig Karl Victor, Hohenlohe-Schillingsfürst, książę Raciborza i Corvey (Westfalia) (ur. 31 marca 1819, zm. 6 lipca 1901) – niemiecki polityk, kanclerz Rzeszy i premier Prus. Członek rodu Hohenlohe.

## Życiorys
Urodził się w Schillingsfürst w Bawarii. Pochodził z mieszanej rodziny katolicko-protestanckiej (ojciec był katolikiem, a matka protestantką), ale został wychowany w religii katolickiej. Karierę zaczął od pruskiej służby dyplomatycznej – przebywał m.in. we Francji, Szwajcarii oraz we Włoszech.
W 1845 r. został dziedzicznym członkiem Izby Wyższej bawarskiego Parlamentu, taka pozycja stała w kolizji z jego pruską karierą urzędniczą. Dlatego też wystąpił ze służby pruskiej w 1846 r.
W czasie rewolucji 1848 r. sympatyzował z liberałami; popierał ideę zjednoczenia Niemiec. Dlatego też podjął się zadania ogłoszenia dworom: rzymskiemu, florenckiemu i ateńskiemu objęcia przez arcyksięcia austriackiego Jana godności regenta zjednoczonych Niemiec.
W tym okresie Hohenlohe skupiał się głównie na zarządzaniu swymi posiadłościami. W 1859 r. odwiedził Rzym oraz Berlin i Anglię.
Po wojnie prusko-austriackiej opowiadał się za ściślejszą unią z Prusami. Król Ludwik II był jednak przeciwny jakiemukolwiek uszczupleniu swej władzy; zdanie zmienił dopiero po tym, jak Bismarck spłacił jego długi i wsparł go nowymi funduszami. 31 grudnia 1866 r. książę został mianowany ministrem ds. dworu królewskiego oraz spraw zagranicznych i szefem rady ministrów.
Jako głowa bawarskiego rządu czuwał nad scaleniem państw południowoniemieckich z resztą kraju, stając się po Bismarcku jedną z najważniejszych osób w państwach niemieckich. Zajmował się też reorganizacją armii bawarskiej na wzór pruski, przyczynił się do utworzenia Parlamentu Ceł (Zollparlament), w którym został wiceprezydentem. Na początku 1870 r. został zmuszony do odejścia przez koalicję antypruską.
Mimo że nie pełnił wówczas żadnej znaczniejszej funkcji, nadal wywierał osobisty wpływ na dwory w Monachium i w Berlinie. Po zjednoczeniu Niemiec został wybrany do Reichstagu, w którym został wicemarszałkiem. Brał udział w utworzeniu nowej partii o nazwie Liberalna Partia Cesarska, która skupiała się na wspieraniu instytucji cesarstwa oraz na opozycji wobec katolickiej Partii Centrum. Hohenlohe popierał Bismarcka w jego polityce antypapieskiej (Kulturkampf), podsunął mu także myśl zakazania działalności Towarzystwa Jezusowego. W 1872 r. Bismarck chciał, aby Hohenlohe został cesarskim posłem do Watykanu, papież odmówił jednak jego przyjęcia. W 1873 r. książę rozpoczął pracę jako ambasador w Paryżu, gdzie pozostawał przez 7 lat. W 1878 r. był członkiem delegacji niemieckiej na Kongresie Berlińskim. W 1880 r. po śmierci Bernharda Ernesta von Bülowa – ministra spraw zagranicznych, potem po dymisji Józefa Marii von Radowitza został wezwany do Berlina, aby tymczasowo (od kwietnia do sierpnia) 1880 pełnić funkcję szefa resortu spraw zagranicznych oraz zastępować Bismarcka podczas jego nieobecności spowodowanej chorobą.
W 1885 r. został gubernatorem Alzacji i Lotaryngii, przyczynił się do pewnego załagodzenia postawy miejscowej ludności wobec władzy niemieckiej. Pozostawał w Strasburgu do października 1894 roku, kiedy to objął stanowisko kanclerza. W czasie sprawowania urzędu nie był zbyt aktywnym politykiem, rzadko zabierał głos w parlamencie, a większą część pracy wykonywali jego ministrowie. 17 października 1900 r. Hohenlohe zrezygnował ze stanowiska. Zmarł 6 lipca 1901 w Bad Ragaz, w kantonie St. Gallen w Szwajcarii.

## Ordery
- Order Książęcy Domowy Feniksa (Hohenlohe)[1]
- Order Orła Czarnego z brylantami (1890, Prusy)[2]
- Order Orła Czarnego (1878, Prusy)
- Order św. Jana (Prusy)[2]
- Order Domowy Ernestyński (Saksonia)[2][1]
- Order Alberta Niedźwiedzia I kl. (Anhalt)[2]
- Order Wierności (Badenia)[2]
- Order św. Huberta (Bawaria)[2]
- Order Zasługi Korony I kl. (Bawaria)[2]
- Order Korony Wendyjskiej I kl. w rudzie (Meklemburgia)[2]
- Order Domowy i Zasługi I kl. (Oldenburg)[2]
- Order Korony Rucianej (Saksonia)[2]
- Order Sokoła Białego I kl. (Saksonia-Weimar)[2]
- Order Osmana I kl. z brylantami (Turcja)[2]
- Order Złotego Runa (1896, Austro-Węgry)[3]
- Order św. Stefana I kl. z brylantami (1900, Austro-Węgry)[3]
- Order św. Stefana I kl. (1868, Austro-Węgry)[2][3]
- Order św. Grzegorza I kl. (St. Apostolska)[2][1]
- Order Karola III z łańcuchem (Hiszpania)[2]
- Order Wieży i Miecza z łańcuchem (Portugalia)[2]
- Order Lwa Niderlandzkiego I kl. (Holandia)[2]
- Order Legii Honorowej I kl. (Francja)[2]
- Order św. Maryna I kl. (San Marino)[2]
- Order Korony I kl. (Wirtembergia)[2]
- Order Sławy I kl. (Tunezja)[2]

## Literatura
- Günter Richter: Hohenlohe zu-Schillingsfürst, Chlodwig Fürst zu, [w:] Neue Deutsche Biographie 9 (1972), S. 487–489